# Smionica
Smionica je naseljeno mjesto u općini Jajce, Federacija Bosne i Hercegovine, BiH.
Nalazi se oko 10 kilometara sjeveroistočno od Jajca.

## Stanovništvo

### 1991.
Nacionalni sastav stanovništva 1991. godine, bio je sljedeći:
ukupno: 470
- Hrvati - 361
- Muslimani - 66
- Srbi - 33
- Jugoslaveni - 2
- ostali, neopredijeljeni i nepoznato - 8

### 2013.
Nacionalni sastav stanovništva 2013. godine, bio je sljedeći:
ukupno: 271
- Hrvati -  214
- Bošnjaci - 56
- ostali, neopredijeljeni i nepoznato - 1

## Vanjske poveznice
- Satelitska snimka  Arhivirana inačica izvorne stranice od 7. ožujka 2021. (Wayback Machine)